# Stephen Sayadian
Pour les articles homonymes, voir Sayadian.
Stephen Sayadian, connu sous le pseudonyme Rinse Dream, né le 18 octobre 1953 à Chicago (Illinois), aux États-Unis, est un scénariste, chef décorateur et réalisateur américain.

## Filmographie

### Comme réalisateur
- 1982 : Café Flesh
- 1989 : Dr. Caligari
- 1990 : Nightdreams II
- 1991 : Party Doll A Go-Go!: Part 2 (vidéo)
- 1991 : Party Doll A Go- Go! (vidéo)
- 1991 : Nightdreams 3 (vidéo)
- 1993 : Untamed Cowgirls of the Wild West Part 2: Jammy Glands from the Rio Grande (vidéo)
- 1993 : Untamed Cowgirls of the Wild West Part 1: The Pillowbiters (vidéo)

### Comme scénariste
- 1981 : Nightdreams
- 1982 : Café Flesh
- 1986 : Moving In!
- 1989 : Dr. Caligari
- 1991 : Party Doll A Go- Go! (Poupées d'orgie) (vidéo)
- 1991 : Party Doll A Go-Go!: Part 2 (vidéo)

### Comme directeur de la photographie
- 1989 : Dr. Caligari
- 2002 : Barely Legal on Vacation (vidéo)

### Comme chef décorateur
- 1989 : Dr. Caligari
- 1991-1992 : Les Dessous de Palm Beach (Silk Stalkings) (série télévisée, 12 épisodes)

## Rétrospective
Une sélection de ses œuvres a été présentée à Bruxelles au festival Offscreen en 2017.